# Belmont (Mississippi)
Pour les articles homonymes, voir Belmont.
Belmont est une ville américaine située dans le comté de Tishomingo, dans l'État du Mississippi.
Selon le recensement de 2010, Belmont compte 2 021 habitants. La municipalité s'étend sur 4,66 milles carrés (12,07 km2).